# 海星学院高等学校
海星学院高等学校（かいせいがくいんこうとうがっこう）は、北海道室蘭市にある私立の高等学校である。学校法人海星学院が運営している。

## 概要
1961年に女子校として室蘭カトリック女子高等学校として開校。開校時の設置法人名は学校法人聖ベネディクト女子学園。聖ベネディクト修道会が室蘭市の要請を受けて設置したものである。2003年に男女共学化と共に、海星学院高等学校となった（法人名もそのときに改称）。
セント・ベネディクト大学、セント・ジョーンズ大学、Benilde-St. Margaret's schoolと姉妹校協定を結んでいる。

### 設置学科
全日制課程
- 普通科

## 沿革
- 1961年（昭和36年） - 室蘭カトリック女子高等学校として開校。
- 1991年（平成3年） - 聖ベネディクト女子高等学校と改称。
- 2003年（平成15年） - 海星学院高等学校と改称して男女共学となる[1]。

## 系列校
- ベネディクト幼稚園 - 同じ敷地内にある幼稚園
- 海星学院中学校 - 届出上休校扱いとなっている中学校[2]